# Montenegrijns kenteken

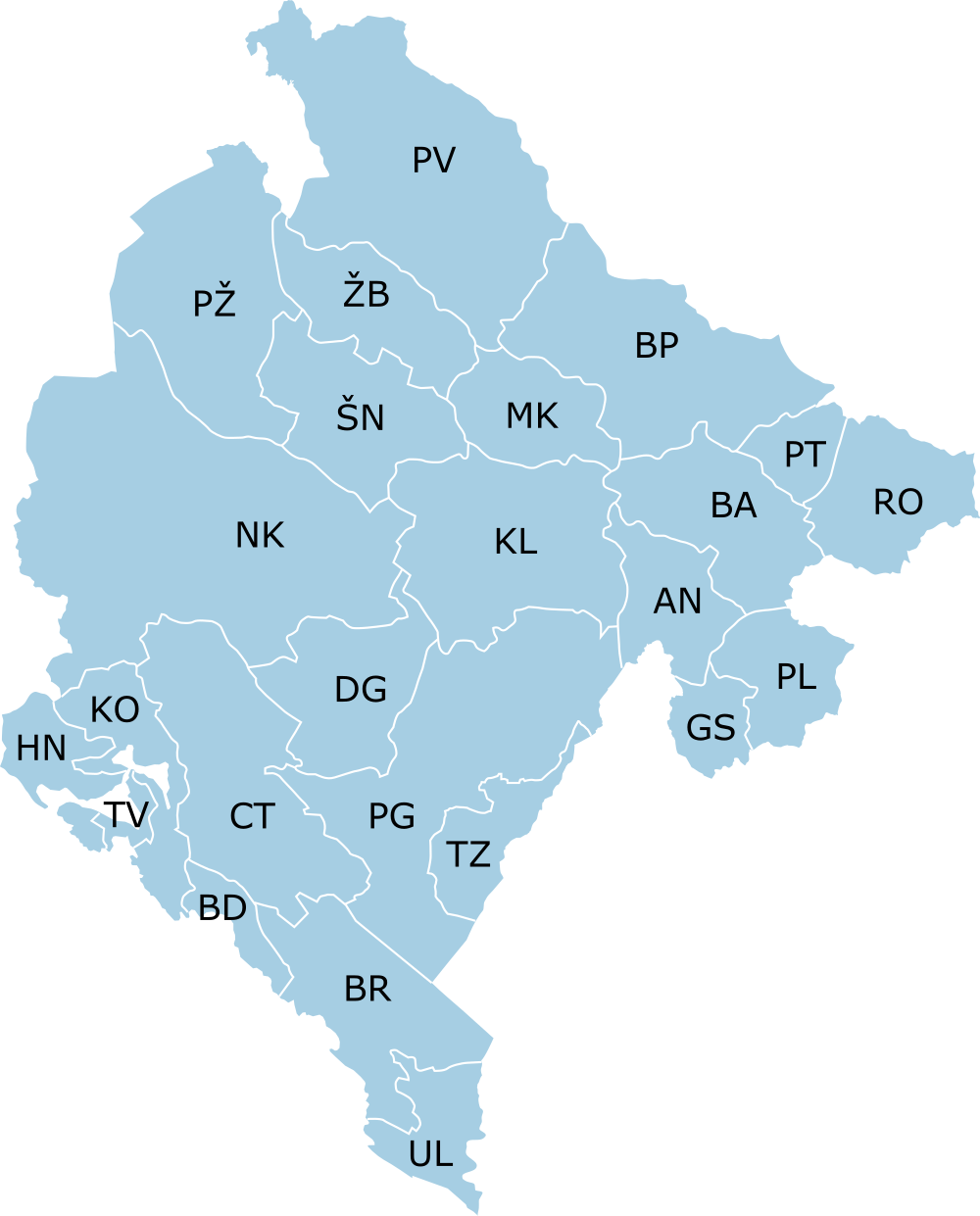
Overzichtskaart herkomst kentekens

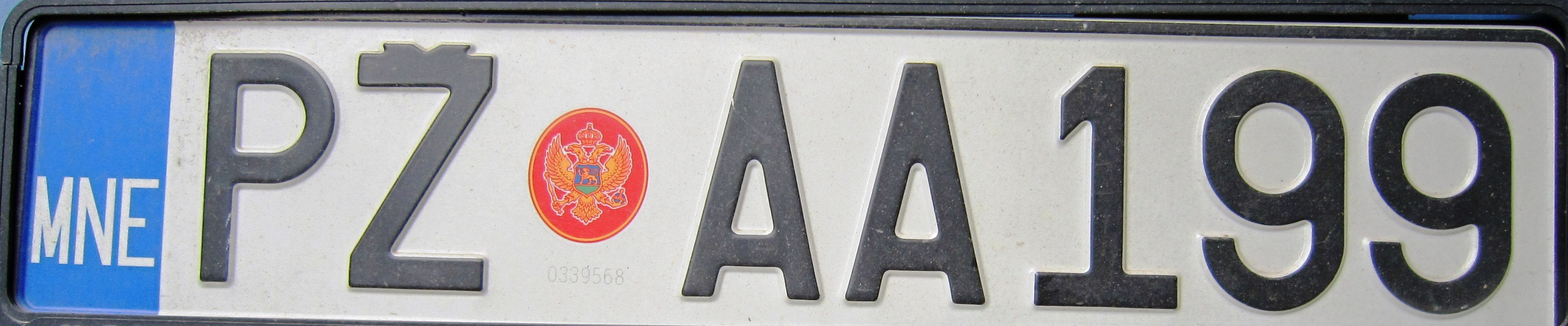
Huidig kenteken

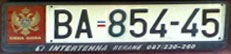
Oud kenteken

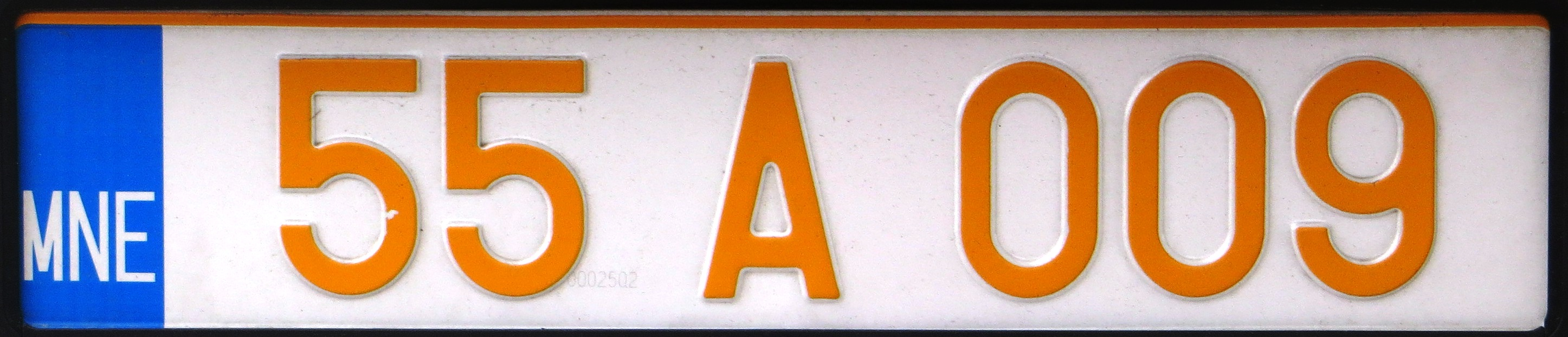
CD kenteken

De huidige Montenegrijnse kentekenplaten hebben zwarte letters op een rechthoekig witte achtergrond, met een blauwe strook aan de linkerkant, met de landcode MNE er op in witte letters. De platen hebben het formaat van 520 mm bij 110 mm, uitgezonderd de motorfietsen. Het huidige formaat werd geïntroduceerd op 6 juni 2008, en vervangt het oude formaat van het oude Joegoslavische kentekenplaat. Het nieuwe formaat is gelijk aan het gemeenschappelijke EU-formaat.
De herkomst van de kentekenplaten op alfabetische volgorde:
| Code | Locatie      |
| ---- | ------------ |
| AN   | Andrijevica  |
| BA   | Berane       |
| BD   | Budva        |
| BP   | Bijelo Polje |
| BR   | Bar          |
| CT   | Cetinje      |
| DG   | Danilovgrad  |
| GS   | Gusinje      |
| HN   | Herceg Novi  |
| KL   | Kolašin      |
| KO   | Kotor        |
| MK   | Mojkovac     |
| NK   | Nikšić       |
| PG   | Podgorica    |
| PL   | Plav         |
| PŽ   | Plužine      |
| PV   | Pljevlja     |
| RO   | Rožaje       |
| ŠN   | Šavnik       |
| TV   | Tivat        |
| TZ   | Tuzi         |
| UL   | Ulcinj       |
| ŽB   | Žabljak      |

Naast het gewone kenteken zijn er nog diplomatieke en landbouwkentekenplaten.